# Reveriano Soutullo
Reveriano Soutullo Otero (11. července 1880 Ponteareas, Galicie – 29. října 1932 Vigo) byl španělský hudební skladatel.

## Život
Reveriano Soutullo se narodil 11. července 1880 v Puenteareas ve španělské provincii Pontevedra. Jeho otec byl kapelníkem orchestru v Redondele a tak poskytl svému synu hudební základy. Dalším jeho učitelem byl místní hudební pedagog Fernández Cid. Ve čtrnácti letech již Reveriano řídil sbor v obci Tui a o dva roky později hrál na sólovou trubku v orchestru 37. pěšího pluku v Murcii.
Od roku 1900 studoval na Madridské konzervatoři u Pedro Fontanilly a Tomáse Fernándeze Grajala. Absolvoval v roce 1906 a získal dvě první ceny, za harmonii a skladbu. Na základě těchto výsledků obdržel stipendium na studium v Itálii a ve Francii, kde jeho učiteli byli, mimo jin, Maurice Ravel a Camille Saint-Saëns. Po návratu do Madridu si získal pozornost obecenstva svými zarzuelami.
V roce 1919 začalo velmi úspěšné partnerství s Juanem Vertem, které trvalo až Vertovy smrti v roce 1931. Sám svého kolegu přežil o pouhý rok. Ztrácel sluch a po operaci dostal bronchopneumonii, která se mu stala osudnou.

## Dílo (výběr)
Soutullo byl velmi plodný skladatel. Zkomponoval více než 100 zarzuel, ale byl autorem i skladeb symfonických a komorních. Z jeho symfonické hudby je často uváděna symfonická suita Vigo.

### Zarzuely
- 1906 El regreso (libreto Antonio Fernández Arreo)
- 1907 El tío Lucas
- 1907 Don Simón pagalotodo (spolupráce Lorenzo Andreu Cristóbal, libreto Enrique Ramos Padilla a Joaquín Prats Peralta)
- 1909 La siega (spolupráce Lorenzo Andreu Cristóbal, libreto Gonzalo Cantó)
- 1909 La serenata del pueblo (spolupráce Lorenzo Andreu Cristóbal, libreto Gonzalo Cantó a Rafael de Santa Ana)
- 1910 La pelirroja (spolupráce Lorenzo Andreu Cristóbal, libreto Antonio M. Escamilla)
- 1911 La paloma del barrio (libreto Gonzalo Cantó a Enrique Calonge)
- 1914 Los zuecos de la Maripepa
- 1914 El cofrade Matías (libreto Enrique Calonge a Enrique Reoyo)
- 1915 Amores de aldea (spolupráce Pablo Luna, libreto Juan Gómez Renovales a Francisco García Pacheco)
- 1916 La giraldina (libreto Juan Gómez Renovales a Francisco García Pacheco)
- 1916 Don Juanito y su escudero (libreto Enrique Calonge a Enrique Reoyo)
- 1916 La guitarra del mar (spolupráce Bretón, Giménez, Vives, Barrera, Luna, Villa, Bru a Anglada, libreto Guillermo Perrín a Miguel Palacios)
- 1919 El capricho de una reina (spolupráce Juan Vert, libreto Antonio Paso a Antonio Vidal y Moya)
- 1919 Como los ojos de mi morena (spolupráce Eduard Granados, Guridi, Vert, Luna, Guerrero, Alonso, Moreno Torroba a Pérez Rosillo, libreto Francisco Casares a José María Quílez)
- 1919 La pitusilla (spolupráce Ignacio Barba, libreto Enrique Calonge)
- 1919 La Garduña (spolupráce Joan Vert, libreto Antonio Paso a José Rosales Méndez)
- 1920 La Guillotina (spolupráce Joan Vert, libreto Pastor)
- 1920 Guitarras y bandurrias (spolupráce Joan Vert, libreto Francisco García Pacheco i Antonio Paso)
- 1921 Los hombrecitos (spolupráce Joan Vert, libreto Enrique Calonge)
- 1921 La Paloma del barrio (spolupráce Joan Vert)
- 1921 Las perversas (spolupráce Joan Vert, libreto Alfonso Lapena Casañas a Alfonso Muñoz)
- 1922 La venus de Chamberí (spolupráce Joan Vert, libreto Fernando Luque)
- 1923 La conquista del mundo (spolupráce Joan Vert, libreto Fernando Luque)
- 1923 La piscina del Buda (spolupráce Joan Vert a Vicent Lleó, libreto Antonio Paso a Joaquín Dicenta)
- 1923 El regalo de boda (spolupráce Joan Vert, libreto Fernando Luque)
- 1924 La leyenda del beso (spolupráce Joan Vert, libreto Enrique Reoyo, Antonio Paso i Silva Aramburu)
- 1924 La chica del sereno (spolupráce Joan Vert)
- 1925 La casita del guarda (spolupráce Joan Vert, libreto Enrique Calonge)
- 1925 Primitivo y la Gregoria o el amor en la Prehistoria (spolupráce Joan Vert, libreto Fernando Luque a Enrique Calonge)
- 1925 Encarna, la misterio (spolupráce Joan Vert, libreto Enrique Calonge a Fernando Luque)
- 1927 La del soto del Parral (spolupráce Joan Vert, libreto Anselmo C. Carreño i Luis Fernández de Sevilla)
- 1927 El último romántico (spolupráce Joan Vert, libreto José Tellaeche)
- 1930 Las Pantorrillas (spolupráce Joan Vert, libreto Joaquin Mariño i Francisco García Laygorri)
- 1931 Marcha de honor o Los dragones (spolupráce Joan Vert, libreto Alfonso Lapena a Leandro Blanco)

### Jiná jevištní díla
- 1915 La devoción de la Cruz, opera
- 1919 Justicias y ladrones, opereta (spolupráce Joan Vert)
- 1928 Las Maravillosas, revue (spolupráce Joan Vert, libreto Antonio Paso a Tomás Borrás)
- 1930 Las bellezas del mundo (spolupráce Joan Vert, libreto Antonio Paso, Tomás Borrás a Manuel Paso Andrés)